# Голишани
Голишани (грч. Λευκάδια, до 1926. грч. Γκολοσάνη) је насељено место у општини Негуш у периферији Средишња Македонија, Грчка. Према попису из 2021. године било је 856 становника.
Према бугарском географу и историчару, Василу Канчову, у Голишану је 1900. године живело 50 Словена хришћана. Село је на попису из 1920. године имало 118 становника. После 1924. године насељене су грчке избегличке породице из Турске, те су Голишани на попису из 1928. године имали 395 становника.